# La chica del gato (pel·lícula de 1927)
La chica del gato és una pel·lícula espanyola muda i en blanc i negre, estrenada el 6 de gener de 1927 i dirigida per Antonio Calvache, basada en l'obra de teatre homònima de Carlos Arniches. Existeixen dues altres versions cinematogràfiques, estrenades, respectivament el 1943 i 1964.

## Argument
L'atzarosa vida de Guadalupe (Josefina Juberías), una jove òrfena que es veu obligada a delinquir forçada per la seva família d'acolliment. Farta de la situació, decideix escapar amb el seu gat i troba refugi a casa d'una família acomodada, arribant a intimar amb la seva filla. Guadalupe descobrirà desolada, que el pretendent de la seva nova amiga és, en realitat, un farsant.

## Repartiment
- Josefina Juberías - Guadalupe
- Carlos Díaz de Mendoza
- Fernando Díaz de Mendoza
- Antonio Riquelme
- Laura Pinillos
- Elena Salvador